# Chinesische Basketballnationalmannschaft der Damen
Die chinesische Basketballnationalmannschaft der Damen ist die Auswahl chinesischer Basketballspielerinnen, welche die Basketball Association of the People’s Republic of China auf internationaler Ebene, beispielsweise in Freundschaftsspielen gegen die Auswahlmannschaften anderer nationaler Verbände, aber auch bei internationalen Wettbewerben repräsentiert. Größte Erfolge waren der Gewinn der Silbermedaille bei den olympischen Basketballwettbewerben 1992 und der Weltmeisterschaft 1994. Im Jahr 1974 trat der nationale Verband dem Weltverband Fédération Internationale de Basketball (FIBA) bei. Im November 2013 wurde die Mannschaft als beste asiatische Mannschaft auf dem achten Rang der Weltrangliste der Frauen geführt.

## Internationale Wettbewerbe

### China bei Weltmeisterschaften
Die Mannschaft Chinas konnte sich bisher neunmal für eine Weltmeisterschaft qualifizieren:
| - 1953: nicht teilgenommen - 1957: nicht teilgenommen - 1959: nicht teilgenommen - 1964: nicht teilgenommen - 1967: nicht teilgenommen - 1971: nicht teilgenommen - 1975: nicht teilgenommen - 1979: nicht qualifiziert - 1983: Bronze | - 1986: 5. Platz - 1990: 9. Platz - 1994: Silber - 1998: 12. Platz - 2002: 6. Platz - 2006: 12. Platz - 2010: 13. Platz - 2014: 6. Platz |

### China bei Olympischen Spielen
Bisher gelang es der Mannschaft siebenmal, sich für die olympischen Basketballwettbewerbe zu qualifizieren:
| - 1976: nicht teilgenommen - 1980: nicht qualifiziert - 1984: Bronze - 1988: 6. Platz - 1992: Silber | - 1996: 9. Platz - 2000: nicht qualifiziert - 2004: 9. Platz - 2008: 4. Platz - 2012: 6. Platz |

### China bei Asienmeisterschaften
Die Mannschaft kann bisher zwanzig Teilnahmen an der Asienmeisterschaft vorweisen. Mit elf gewonnenen Titeln liegt China hinter der südkoreanischen Mannschaft auf dem zweiten Rang der häufigsten Titelträger.
| - 1965: nicht teilgenommen - 1968: nicht teilgenommen - 1970: nicht teilgenommen - 1972: nicht teilgenommen - 1974: nicht teilgenommen - 1976: Asienmeister - 1978: Vize-Asienmeister - 1980: Vize-Asienmeister - 1982: Vize-Asienmeister - 1984: Vize-Asienmeister - 1986: Asienmeister - 1988: Vize-Asienmeister - 1990: Asienmeister | - 1992: Asienmeister - 1994: Asienmeister - 1995: Asienmeister - 1997: 3. Platz - 1999: 4. Platz - 2001: Asienmeister - 2004: Asienmeister - 2005: Asienmeister - 2007: Vize-Asienmeister - 2009: Asienmeister - 2011: Asienmeister - 2013: 3. Platz - 2015: qualifiziert |

## Kader
| Spieler | Spieler       | Spieler           | Spieler | Spieler | Spieler  | Spieler               |
| Nr.     | Name          | Geburt            | Größe   | Info    | Einsätze | Verein                |
| ------- | ------------- | ----------------- | ------- | ------- | -------- | --------------------- |
|         |               | Guards (PG, SG)   |         |         |          |                       |
| 4       | Zhao Zhifang  | 11.08.1994        | 168     |         |          | Tianjin-Universität   |
| 5       | Chen Xiaojia  | 02.04.1988        | 182     |         |          | Jiangsu Phoenix       |
| 6       | Li Shanshan   | 03.03.1987        | 178     |         |          | Jiangsu Phoenix       |
| 8       | Wu Di         | 27.10.1993        | 182     |         |          | Henan Yichuan         |
|         |               | Forwards (SF, PF) |         |         |          |                       |
| 7       | Ting Shao     | 10.12.1989        | 184     |         |          | Beijing Great Wall    |
| 9       | Sun Mengxin   | 08.04.1993        | 190     |         |          | Bayi Kylin            |
| 10      | Lu Wen        | 26.02.1990        | 188     | (C)     |          | Bayi Kylin            |
| 11      | Huang Sijin   | 08.01.1996        | 190     |         |          | Guangdong Dolphins    |
| 12      | Gao Song      | 16.04.1992        | 190     |         |          | Beijing Great Wall    |
|         |               | Center (C)        |         |         |          |                       |
| 13      | Sun Mengran   | 16.07.1992        | 195     |         |          | Bayi Kylin            |
| 14      | Huang Hongpin | 23.04.1989        | 195     |         |          | Shanxi Xing Rui Flame |
| 15      | Chen Nan      | 23.08.1994        | 195     |         |          | Bayi Kylin            |

| Trainer             | Trainer       | Trainer          |
| Nat.                | Name          | Position         |
| ------------------- | ------------- | ---------------- |
| Australien          | Tom Maher     | Cheftrainer      |
| Australien          | Michele Timms | Trainerassistent |
| China Volksrepublik | Xu Limin      | Trainerassistent |

| Legende               | Legende            |
| Abk.                  | Bedeutung          |
| --------------------- | ------------------ |
| (C)                   | Mannschaftskapitän |
| Quellen               |                    |
| Ligahomepage          |                    |
| Stand: 5. August 2016 |                    |

| Legende               | Legende            |
| Abk.                  | Bedeutung          |
| --------------------- | ------------------ |
| (C)                   | Mannschaftskapitän |
| Quellen               |                    |
| Ligahomepage          |                    |
| Stand: 5. August 2016 |                    |